# Masserberg (Film)
Masserberg ist ein deutscher Fernsehfilm des Regisseurs Martin Enlen aus dem Jahr 2010. Es ist die Verfilmung des gleichnamigen Romans von Else Buschheuer.

## Handlung
In dem im DDR-Alltag spielenden Film geht es hauptsächlich um die 19-jährige Melanie Tauber, kurz Mel. Wegen eines Glaukoms liegt sie zusammen mit vielen älteren augenkranken Frauen in einer Masserberger Augenklinik, einer Außenabteilung der Friedrich-Schiller-Universität Jena. Im nicht dargestellten Vorfeld schmiedete sie mit ihrem Bruder Fluchtpläne per Heißluftballon nach Westdeutschland. Mit auffälliger Kleidung und Schminke trotzt sie dem tristen Klinikalltag. Der sie behandelnde, verheiratete Arzt Carlo Sanchez aus Kuba gewinnt ihre Aufmerksamkeit. Langsam entwickelt sich zwischen den beiden eine Affäre. Seine Ehe kriselt; ein Kind ist unterwegs. Im Fortgang wird die bürokratische Medizinwillkür der DDR dargestellt. Melanie hat Mitgefühl mit ihren älteren Zimmergenossinnen. Sie ist schwer enttäuscht, als trotz Professorenempfehlung eine Behandlungsalternative nicht umgesetzt wird.
Während ihrer Phase der Enttäuschung kommen sich Carlo und Mel auch sexuell nahe, während sich gleichzeitig seine Frau allein zu Hause mit Wehenschmerzen quält. Carlos Frau sagt ihm, dass sie keine Kinder mehr bekommen kann. Auf dem Heimweg passt ihn ein Inoffizieller Mitarbeiter (IM) der Stasi ab. Der IM versucht Carlo zu überreden, Mel und ihre Freunde aus der Oppositionsbewegung auszuspionieren. Wegen eines von einem etwa zehnjährigen Patienten geschriebenen Spottgedichtes kommt es zum „Verhör“ durch den ‚apparatistischen‘ Chefarzt, was jedoch keine weiteren Konsequenzen hat. Aber beim nächsten heimlichen Treffen zwischen Carlo und Mel sagt er ihr, dass sie Syphilis hat und außerdem von ihm schwanger ist. Kurz darauf stellt Mel fest, dass ihr Tagebuch weg ist.
Carlos Ehefrau ist der Affäre inzwischen auf die Schliche gekommen. Beim nächsten Treff zwischen dem IM und Sanchez reibt dieser ihm Mels Tagebuch unter die Nase. Eine mit Mel etwa gleichaltrige Patientin, die wohl Mels Tagebuch aus deren Nachtschränkchen gestohlen und der Stasi übergeben haben muss, schlägt Mel Alternativen vor, um sich aus der schwierigen Konstellation zu befreien, zum Beispiel, zur Polizei zu gehen. Mel lehnt das ab, weil sie ihre Freunde nicht verraten könne. Carlo kommt nach einem Herzinfarkt ins Krankenhaus. Dort treffen die unterschiedlich alten „Rivalinnen“ aufeinander. Der Augenarzt verstirbt trotz Rettungsbemühungen. Mel versucht die denunziatorische Mitpatientin zu erwürgen. Sie wird von zwei ihrer Freunde abgehalten. Die Freunde zerren Mel in einen Trabant. Sie flüchten zu dritt an einer baustellen-geschwächten Grenzpassierstelle nach Westdeutschland.
Im kurzen Epilog nach dem Mauerfall besucht die erblindete Mel mit ihrem etwa zehnjährigen Sohn die Masserberger Augenklinik. Sie sagt dem Jungen, dass er dort „entstanden“ ist.

## Hintergrund
Der Film beruht auf dem teilweise autobiografischen Roman von Else Buschheuer, die in ihrer Jugend wie die Hauptfigur eine Patientin der Augenklinik in Masserberg war. Er wurde von Bavaria Fernsehproduktion produziert. Die Dreharbeiten begannen im April 2009 und fanden am Originalschauplatz statt. Rund 150 Komparsen wurden zur Darstellung des Klinikpersonals, der Patienten und Besucher eingesetzt.
Die Erstausstrahlung des Films war am 19. Mai 2010 um 20.15 Uhr auf ARD. Sie erreichte mit 3,48 Millionen Zuschauern einen Marktanteil von 11,2 Prozent. Damit hatte Masserberg an dem Abend die zweithöchste Quote nach der ZDF-Sendung Aktenzeichen XY … ungelöst, die 6,46 Millionen Zuschauer sahen.

## Rezeption
Rainer Tittelbach äußert sich in seiner Kritik positiv über den Film. Masserberg greife viele verschiedene Themen auf, sei aber mit nur einem Schauplatz und getragenem Erzähltempo „ästhetisch hoch konzentriert“. Die charismatische Hauptfigur des Melodrams „tänzelt trotzig wie eine junge Nina Hagen durch eine Augenklinik, die Masserberg heißt, aber auch DDR heißen könnte“. Neben der Hauptdarstellerin lobt Tittelbach insbesondere, dass der Film neue Wege beschreitet, indem trotz Kritik an der DDR-Vergangenheit nicht die Politik im Mittelpunkt steht, sondern der subjektiv erfahrene Alltag. Der Film leiste einen Beitrag „zur Normalisierung deutscher Geschichte und deutscher Geschichten.“
Auch Spiegel-Online-Redakteurin Hannah Pilarczyk hebt positiv hervor, dass Masserberg einen „neuen erzählerischen Umgang mit der DDR“ zeige und dadurch sehenswert sei. Es sei wünschenswert, dass weitere Filme im deutschen Fernsehen diesem Vorbild folgen. Als Liebes- und Krankendrama sei der Film jedoch weniger interessant. Pilarczyk kritisiert das Vorkommen vieler Charaktere, die nur skizzenhaft gezeichnet werden und sich mangels Psychologisierung nicht richtig entwickeln. Die Liebesgeschichte zwischen Mel und Carlo wirke wie „Stückwerk“.